# Giovanni Francesco Fiochetto
Giovanni Francesco Fiochetto (Vigone, 1564 – Torino, 9 ottobre 1642) è stato un medico e pedagogo italiano.
Nato nel Ducato di Savoia nel 1564, si laureò alla Sorbona di Parigi e successivamente a Torino. Qui ricoprì le cariche di archiatra presso la corte di casa Savoia e di protomedico del loro ducato piemontese. 
Fu insegnante e pedagogo dei figli di Emanuele Filiberto Duca di Savoia, terzogenito del Duca Carlo Emanuele I di Savoia. Frequentò la corte spagnola di Filippo III, re di Spagna. In qualità di medico dello stesso Emanuele Filiberto, seguì il Duca nei viaggi che intraprese nei mari d’Europa e d’Africa. Al ritorno a Torino trovò la città colpita dalla peste: il Fiochetto è il più famoso tra i vari medici che rimasero in città durante la pestilenza ed è per questo conosciuto come il medico della peste per essere intervenuto, tra il 1630 ed il 1631, instaurando una rigorosa disciplina sanitaria tra la popolazione torinese e che avrebbe fatto scuola negli anni a venire. 
In seguito a quegli eventi il Fiochetto nel 1631 pubblicò a spese del Comune il Trattato della peste, et pestifero contagio di Torino che sarebbe poi stato ristampato nel 1720 durante la peste nera di Marsiglia del 1720-1722 sotto il nuovo titolo di Trattato della Peste o sia contagio di Torino dell’anno 1630. Descritto dal protomedico Gianfrancesco Fiochetto.
il 15 marzo 1633 gli venne concessa la nobiltà e l'ampliamento dell'arma, mentre il 18 maggio dello stesso anno fu infeudato Conte di Bussoleno, Castelborello e Antignasco.
Morì a Torino il 9 ottobre 1642, per essere poi sepolto nella chiesa di San Nicola da Tolentino a Vigone. Al Fiochetto è intitolata una delle principali vie del centro storico della Città di Vigone.
Al medico di Casa Savoia la città di Torino ha intitolato la via Gianfrancesco Fiochetto, nella zona di Porta Palazzo.